# Kraffszky József
Kraffszky József (szlovákul Jozef Krafský; Podbjel, 1857. március 14. – Verebély, 1923. március 7.) esperes, plébános, kisdednevelési író.

## Élete
Szülei Andrej Krafský kézműves és Katarína Mária Vavrečanová voltak.
Középiskoláit Besztercebányán, Jászberényben, Székesfehérvárt és Esztergomban, a teologiát a bécsi Pázmáneumban végezte.
1880. augusztus 16-án pappá szentelték. Káplán volt Dunaszentpálon, Hédervárt, Ürményben, ahol gróf Hunyady Imre családjánál nevelőként is dolgozott, és Komjáton, majd Ohajon lett plébános. Hívei 50. születésnapjára kiadták az Óhaj örömünnepe (Radostný sviatok Ohája) című brossúrát. Szlovák nyelvű irodalmat is olvasott, ismerte a szlovák helyesírást és történelmet. Később Verebély esperese lett. Verebélyen az Aranyosmaróti Takarékpénztár Rt. verebélyi fiókjának igazgatósági és a Barsi Népbank felügyelő bizottsági tagja volt.
1908-ban részt vett Esztergomban a megyei Római Katholikus Tanító Egyesület létrehozását célzó gyűlésen.
1910-ben verebélyi szolgálata idején katolikus újságírói támadások érték, mivel Tisza István oldalán politizált.
A csehszlovák államfordulat után Vladimír Veleckývel (1918-tól a város polgármestere, később ellenálló, partizán) létrehozta Verebélyen a Szlovák Nemzeti Bizottságot. Ekkor a szlovák nyelv egyik fő terjesztőjévé lépett elő és előadássorozatot tartott. A helyi Matica slovenská elnöke volt, s Masaryk helyi születésnapi ünnepségén agyvérzést kapott és elhunyt. Verebélyen temették el.

## Művei
Az Érsekújvári Lapokban is publikált.
- 1890 Nesciunt quid faciunt et sciunt quid faciunt (a Magyar Állam logikája, méltányossága, igazságszeretete és pártatlansága). Érsekújvár
- 1892 A kisdednevelés és Fröbel kisdednevelési rendszere. Budapest
- 1893 A kisdedóvás akadályai hazánkban. Esztergom (Különlenyomat a Magyar Sionból)
- 1895 Hol az igazság? Az ovodai társaságok ügyében felmerült vita megvilágítása. Esztergom
- 1909 Teljes megvilágításban. Duplika Zsongor János … »Elkerülhetetlen válasz«-ára. Verebély
- 1910 Beszéd. Verebély (a barsmegyei munkapárt alakuló közgyűlésén 1910. március 20-án Aranyosmaróton mondott beszéde)